# デフファミリー
デフファミリーとは、家族全員が聴覚障害者‐特にろう者‐の家族のことである。
デフファミリーのろう児・難聴児は0歳の時から手話使用環境のため、手話を第一言語として身につける。その後、書記言葉を身につける。ただし、保護者自身の考えや教育方針、育成環境などでろう者・難聴者の両親のもとに生まれても、手話できないまま育つケースもある。
聴覚障害者の両親から聴覚障害を持つ子どもが産まれる確率は、たったの1割である。逆に聴者の子供が産まれるのは9割であり、こういう子どもをコーダという。
親が聴者であるが、兄弟姉妹にろう者がいる、ろう者の場合は、自称・他称ともに「デフブラザー（ズ）」または「デフシスター（ズ）」ということもある。

## デフファミリー出身の有名人
- 米内山明宏
- 木村晴美
- 井崎哲也
- 緒方れん
- 砂田アトム
- 赤堀仁美
- 江副悟史